# Gusta Olivier-Vonk
Gusta Olivier-Vonk, (Amsterdam, 6 juni 1929) was een Nederlandse verzetsvrouw tijdens de Tweede Wereldoorlog. Zij was koerierster; haar verzet bestond uit het verspreiden van illegale kranten, waaronder De Waarheid. 

## Voor en tijdens de oorlog
In 1933 maakte zij kennis met de gevolgen van het aan de macht komen van de nazi's in Duitsland. In dat jaar boden haar ouders voor de eerste keer onderdak aan vluchtelingen. Haar ouders waren lid van de Sociaal-Democratische Arbeiderspartij (SDAP). De Rode Hulp bracht de vluchtelingen naar de grote steden. Het gezin verhuisde naar Zwanenburg en ook daar waren vluchtelingen welkom. In 1937 liep Vonk met haar familie mee tijdens de 1 mei-tocht. De familie liep onder een groot spandoek met de tekst: "Er is maar een land: de aarde. Er is maar een volk: de mensheid". Deze woorden werden een leidraad in het leven van Olivier-Vonk; als jong meisje alleen en later met haar man liep ze in binnen- en buitenland mee in vele demonstraties tegen uitbuiting, discriminatie en geweld.
In 1940 trokken de eerste Duitse soldaten Zwanenburg binnen. Door de onderduikers bij haar thuis, besefte ze goed wat dit betekende voor Nederland en zijn inwoners. Vader Vonk was na de Februaristaking in 1941 gaan helpen met de verspreiding van illegale kranten. Door het verspreiden van de kranten werden de lezers op de hoogte gesteld van hoe het er echt toeging in de oorlog. De gewone kranten werden gecensureerd door de Duitsers. Als 15-jarige had Gusta Vonk de verantwoordelijkheid voor de verspreiding van de illegale kranten overgenomen van haar vader. Tot aan het einde van de oorlog in mei 1945 bracht Vonk de onder haar jas verborgen krantjes rond. Een keer werd Vonk bijna betrapt, maar gewaarschuwd door het geluid van de ijzeren noppen onder de laarzen van de Duitsers kon zij zich op tijd verschuilen. Zelf is Gusta Vonk nooit opgepakt, maar in februari 1945 werden alle mannen, waaronder haar vader, in Zwanenburg opgepakt. Maanden later keerde vader Vonk lopend uit Duitsland terug.

## Na de oorlog
Na de oorlog werd ze journaliste en vormgever bij De Waarheid, het partijblad van de Communistische Partij van Nederland (CPN). In 1955 trouwde ze met Hans Olivier, hij had tijdens de oorlog voor De Waarheid gewerkt. In 1976 verhuisde zij met haar man naar Friesland.
Op haar 17e was ze lid geworden van de CPN, welke in 1990 opging in GroenLinks. Toen deze partij in 1999 voor bombardementen op Joegoslavië stemde, verliet Olivier-Vonk de partij en werd lid van de Socialistische Partij (SP).
Als Gusta Olivier-Vonk is ze onderscheiden met het Verzetsherdenkingskruis.
Gusta Olivier-Vonk heeft zich aangesloten bij Het Steunpunt Gastsprekers en geeft gastlessen over de oorlog. Het steunpunt is ondergebracht bij Herinneringscentrum Kamp Westerbork.

## Trivia
- Wim Kan en Corry Vonk waren de oom en tante van Gusta Olivier-Vonk.
- Haar schoonmoeder was de verzetsstrijdster Coba Veltman.
- In 2014 werd ze als 29ste vermeld op de kandidatenlijst van de Friese Provinciale Statenfractie van de SP.[3]
- Volgens de site van de SP is ze de jongste vrouw die onderscheiden is met een Verzetsherdenkingskruis.[4]